# Streptospondylus altdorfensis
Lo streptospondilo (Streptospondylus altdorfensis) è un dinosauro carnivoro appartenente ai megalosauroidi. Visse tra il Giurassico medio e il Giurassico superiore (Calloviano/Oxfordiano, circa 160 milioni di anni fa) e i suoi resti fossili sono stati ritrovati in Francia. È uno dei primi dinosauri di cui si siano ritrovati i resti, e il primo descritto scientificamente (anche se non denominato).

## Descrizione
Questo dinosauro è noto per un esemplare molto incompleto, comprendente i resti di vertebre (in gran parte dorsali), un pube parziale, e alcune ossa delle zampe.
Grazie a questi fossili è stato possibile ricostruire un dinosauro carnivoro di dimensioni medie, lungo forse sei metri. Dal confronto con animali simili meglio conosciuti (come Eustreptospondylus), i paleontologi hanno dedotto che questo dinosauro era un predatore relativamente snello, dotato di lunghe zampe posteriori e di una grossa testa armata di denti ricurvi.

## Scoperta e storia tassonomica
La storia tassonomica di questo dinosauro è incredibilmente convoluta.
Intorno al 1770, un naturalista dilettante, l'abate Bachelet di Rouen, iniziò a raccogliere fossili, tra cui alcune vertebre e ossa delle zampe ritrovati presso Honfleur. Nel 1776 l'abate Jean-François Dicquemare, che lavorava a Le Havre, descrisse ossa simili che vennero interpretate come i resti di delfini e focene. Dopo la morte di Bachelet, la sua collezione passò nelle mani di C. Guersent, professore di storia naturale a Rouen, e nel 1799 i fossili vennero portati al Muséum National d'Histoire Naturelle a Parigi.
Nel 1800 la collezione venne studiata dal famoso studioso Georges Cuvier, che combinò i fossili con quelli raccolti da Dicquemare, nel frattempo giunti anch'essi al museo. Nel 1808 Cuvier descrisse scientificamente le vertebre, e questa fu la prima descrizione scientifica di ossa di dinosauro. Lo studioso, comunque, non riconobbe la vera natura dell'animale e ritenne che le ossa appartenessero a un coccodrillo appartenente ai teleosauridi o ai metriorinchidi. In seguito agli studi di Henry De La Bèche, Cuvier si astenne dal pubblicare un nome scientifico, poiché i resti sembravano provenire da differenti piani geologici. In ogni caso, nel 1825 Étienne Geoffroy Saint-Hilaire ascrisse i resti al genere Steneosaurus, creandone due nuove specie: S. rostrominor e S. rostromajor.
Nel 1832 il paleontologo tedesco Christian Erich Hermann von Meyer ridescrisse il materiale: S. rostrominor divenne Metriorhynchus geoffroyii e S. rostromajor venne descritto in un nuovo genere, Streptospondylus altdorfensis. A quest'ultima specie vennero ascritti i resti che in seguito risultarono essere del dinosauro teropode.  Il nome generico deriva dal greco streptos, "all'incontrario", e spondylos, "vertebra", e allude al fatto che le vertebre differivano da quelle tipiche dei coccodrilli poiché erano concave dietro e convesse in avanti (opistocele). L'epiteto specifico si riferisce ad Altdorf, dove vennero scoperti alcuni resti di coccodrilli teleosauridi. Il nome coniato da Von Meyer fu il primo nome binomiale riferito a un dinosauro teropode.
Nel 1842 Richard Owen ritenne che Von Mayer si fosse sbagliato nel cambiare l'originale epiteto specifico, e creò la combinazione Streptospondylus rostromajor. Oltre a ciò, descrisse una nuova specie, S. cuvieri, sulla base di una singola vertebra danneggiata rinvenuta in strati del Bathoniano presso Chipping Norton. Nel 1861 Owen riferì tutto il materiale di Cuvier alla specie S. cuvieri, nonostante l'evidente priorità del nome S. rostromajor. Da quel momento in poi, S. cuvieri divenne il nome generalmente accettato nella letteratura, anche se alcuni paleontologi separarono i resti di dinosauro da quelli di coccodrillo: ad esempio Edward Drinker Cope li descrisse come Laelaps gallicus (1867) e Friedrich von Huene come Megalosaurus cuvieri (1909).
Dopo un lungo periodo in cui i resti vennero pressoché dimenticati, nel 1964 Alick Donald Walker scoprì l'errore di Owen, e l'intero materiale appartenente al dinosauro teropode andò a far parte di una nuova specie, Eustreptospondylus divesensis, alla quale comunque venne riferito anche un cranio parziale che chiaramente non apparteneva al materiale di Cuvier come esemplare tipo. Per questa specie, nel 1977 Philippe Taquet coniò il genere Piveteausaurus.
Nel 2001 Ronan Allain concluse che non poteva essere provato alcun collegamento tra Piveteausaurus e il resto del materiale teropode proveniente dalla Normandia. La confusione che fino a quel momento era regnata venne meno: lo studioso designò come lectotipo della specie Streptospondylus altdorfensis l'intero materiale del dinosauro teropode, mentre Laelaps gallicus e Megalosaurus cuvieri divennero sinonimi caduti in disuso.
Il lectotipo fu probabilmente rinvenuto lungo la costa delle Falaises des Vaches Noires nei pressi di Calvados, in strati del Calloviano o dell'Oxfordiano iniziale. Alcune caratteristiche delle vertebre e la particolare connessione tra astragalo e tibia hanno portato a pensare che Streptospondylus fosse a tutti gli effetti un genere valido, una forma ben distinta dagli altri dinosauri teropodi del Giurassico francese. Owen descrisse altre specie appartenenti a Streptospondylus: S. major, S. recentior, S. meyeri e S. grandis, ma probabilmente sono basate su frammenti appartenenti in realtà al molto diverso Iguanodon. La stessa vertebra su cui si basava S. cuvieri è andata perduta e attualmente la specie è considerata un nomen dubium.

## Classificazione
Attualmente Streptospondylus è considerato un dinosauro teropode appartenente ai megalosauridi, una famiglia di carnivori relativamente primitivi, particolarmente diffusi nel Giurassico in Europa e in Nordamerica. Secondo alcuni studi questo dinosauro è di incerta collocazione sistematica, e potrebbe essere più vicino ad Allosaurus. In ogni caso, nel 2010 un ulteriore studio lo ha avvicinato al genere Magnosaurus nella famiglia Megalosauridae. Un altro stretto parente potrebbe essere il ben noto Eustreptospondylus.